# Metallea dispar
Metallea dispar är en tvåvingeart som först beskrevs av Brauer och Julius Edler von Bergenstamm 1891.  Metallea dispar ingår i släktet Metallea och familjen Rhiniidae.
Artens utbredningsområde är Egypten. Inga underarter finns listade i Catalogue of Life.